# Sayed Jaffar
Sayed Muhammad Jaffar Shah (ur. w 1911 w Shergarh, zm. 22 marca 1937 w Lahaurze) – indyjski hokeista na trawie. Złoty medalista olimpijski z Los Angeles i z Berlina.
Jaffar dwa razy wystartował na IO za każdym razem zdobywając złoto. Na olimpiadach wystąpił w siedmiu meczach strzelając trzy gole. 
Zginął w wypadku podczas polowania w mieście Lahaur (obecnie Pakistan).